# Солецький район
Солецький район (рос. Солецкий район) — муніципальне утворення у складі Новгородської області Росії. Адміністративний центр знаходиться в місті Сольці.

## Географія
Солецький район розташований на заході Новгородської області. На півночі він межує з Шимським, на сході — з Волотовським районами Новгородської області, на заході з Порховським районом Псковської області, а на південному заході з Дновським районом Псковської області.
Площа території району — 1422,1 км².
Основні річки — Шелонь з притоками Ситня, Колошка та інші.

### Охорона природи
На території Солецького району створено державний природний заказник «Солецький»  зоологічного профілю, загальною площею 7,7 тис. га. Під охороною перебувають малозмінені природні ландшафти і екосистеми.
У 2000-х роках на території колишнього мисливського заказника, з метою збереження і відтворення чисельності окремих видів диких тварин та середовища їх проживання, на площі 14,8 тис. га було створено Солецький державний біологічний природний заказник під контролем Комітету мисливського і рибного господарства Новгородської області. 2008 року Новгородською обласною думою з нього було знято охоронний статус.
На території Солецького району створено 8 пам'яток природи загальною площею 0,27 тис. га, з яких 6 комплексного, 5 ландшафтного, 1 геологічного, 2 гідрологічного, 4 ботанічного і 1 зоологічного профілю.
| № | Назва                       | Тип                                  | Площа (га) | Розташування                                     | Створення                                     | Дата                | Характеристика | Фото |
| - | --------------------------- | ------------------------------------ | ---------- | ------------------------------------------------ | --------------------------------------------- | ------------------- | --- | ---- |
| 1 | Кам'янка                    | комплексна, ландшафтна, ботанічна    | 10         | Горське сільське поселення, присілок Кам'янка    | Постанова Адміністрації НО № 387              | 10 грудня 2001 року | Старовинний парковий ансамбль російської садиби з комплексом ставків і липових алей, насадженнями ялиці та ялини, навколо ставів — дуб, верба, в'яз.        |      |
| 2 | Валуни на річці Шелонь      | комплексна, геологічна, гідрологічна | 2          | Дубровське сільське поселення                    | Постанова Адміністрації НО № 387              | 10 грудня 2001 року | Річковий перекат на річці Шелонь. Широколистяні ліси по берегах.                                                                                            |      |
| 3 | Гніздо білих лелек          | зоологічна                           | ~          | Горське сільське поселення, присілок Ілемно      | Рішення Виконкому новгородської облради № 141 | 29 квітня 1988 року | Гніздо білих лелек. |      |
| 4 | Солецьке мінеральне джерело | гідрологічна                         | 0,05       | Солецьке міське поселення                        | Постанова Адміністрації НО № 387              | 10 грудня 2001 року | Мінеральне джерело. |      |
| 5 | Молочковський бір           | комплексна, ландшафтна               | 200        | Дубровське сільське поселення, присілок Сосновка | Постанова Адміністрації НО № 387              | 10 грудня 2001 року | Рослинні угруповання соснового бору. |      |
| 6 | Велебицький парк            | комплексна, ландшафтна, ботанічна    | 30,7       | Вибітське сільське поселення, село Велебиці      | Постанова Уряду НО № 54                       | 12 лютого 2018 року | Мальовничий високий берег річки Шелонь поблизу Велебиць. Насадження інтродукованих порід XVIII—XIX століть, природні біоценози берегів водойм, лук і лісів. |      |
| 7 | Парк-садиба «Вибіті»        | комплексна, ландшафтна, ботанічна    | 16         | Вибітське сільське поселення, село Вибіті        | Постанова Адміністрації НО № 387              | 10 грудня 2001 року | Пам'ятка садово-паркового мистецтва. |      |
| 8 | Горківський парк            | комплексна, ландшафтна, ботанічна    | 10         | Горське сільське поселення, село Горки           | Постанова Адміністрації НО № 387              | 10 грудня 2001 року | Парк-садиба зі збереженими деревними насадженнями. Мінеральні джерела.                                                                                      |      |

## Муніципально-територіальний устрій
У складі муніципального округу 1 міське і 3 сільських поселення, які об'єднують 183 населені пункти, що перебувають на обліку (разом із залишеними).
| Муніципальне утворення        | Адмінцентр   | Кількість населених пунктів | Населення (осіб, 2017 рік) | Площа (км²) | Карта                       |
| ----------------------------- | ------------ | --------------------------- | -------------------------- | ----------- | --------------------------- |
| Солецьке міське поселення     | місто Сольці | 3                           | 8597▼                      | 39,84       | Сольці Вибіті Горки Дуброво |
| Вибітське сільське поселення  | село Вибіті  | 56                          | 1913▼                      | 230,15      | Сольці Вибіті Горки Дуброво |
| Горське сільське поселення    | село Горки   | 41                          | 1212▼                      | 281,40      | Сольці Вибіті Горки Дуброво |
| Дубровське сільське поселення | село Дуброво | 73                          | 1774▼                      | 653,00      | Сольці Вибіті Горки Дуброво |

Законом Новгородської області № 724-ОЗ від 30 березня 2010 року, який набрав чинності 12 квітня 2010 року, були об'єднані:
- Вибітське і Невське сільські поселення в єдине Вибітське сільське поселення з адміністративним центров в селі Вибіті;
- Горське і Куклинське сільські поселення в єдине Горське сільське поселення з адміністративним центров в селі Горки;
- Вшельське, Сосновське і Дубровське сільські поселення в єдине Дубровське сільське поселення з адміністративним центров в селі Дуброво.

Законом Новгородської області № 532-ОЗ від 27 березня 2020 року муніципальний район перетворено на муніципальний округ, всі сільські і міські поселення розформовано.

## Економіка

### Гірництво
На території району ведеться відкрита розробка корисних копалин ТОВ «Стратегические решения». Розробка ведеться відкритим способом на таких родовищах і в кар'єрах:
- Пісок будівельний: Сольці (поблизу села Захоньє)[12].

### Промисловість
Головні системоутворюючі підприємства Солецького району:
- ТОВ «Эллипс» — електричне машинобудування, виготовлення електродвигунів, генераторів, трансформаторів.
- ТОВ «Пэт-Форм» — виготовлення побутової хімії.